# Antimima triquetra
Antimima triquetra är en isörtsväxtart som först beskrevs av L. Bol., och fick sitt nu gällande namn av H. E. K. Hartmann. Antimima triquetra ingår i släktet Antimima och familjen isörtsväxter. Inga underarter finns listade i Catalogue of Life.